# 周夢尹
周夢尹（16世紀—17世紀），字奠維，浙江紹興府上虞縣人，明朝、南明政治人物。

## 生平
周夢尹是萬曆三十七年（1609年）己酉科浙江鄉試舉人，萬曆四十一年（1613年）進士，獲授永興知縣；縣內有冤獄，前任未能判決，他來到後致力洗雪，令縣民稱頌。知後地方有賀某進行巫蠱之事，權貴打算藉此陷害十一人，他堅持不允，遭罷官歸鄉。之後他得起用為南陽府推官，改任刑部主事、職方郎中，巡視九邊。戶部尚書以兵餉不足，議論加南直隸、浙江、福建田賦，周夢尹監持不可，被厭惡，外任府江僉事。八排瑤作亂，他親自行問，用六個月平定，陞任嶺東副使。其時汀州、漳州、南安、贛州寇亂，盤踞九連山，成為心禍患；督撫檄令湖廣、江西、惠潮帶十萬兵士討伐。有土寇暗地作引導，周夢尹先用計秘密抓拿，九連山的寇盜依次平定，以功升任參政，但突然以考績降職。他的母親年八十歲，需要撫養，得知降職後神色自若。
崇禎十一年（1638年），朝廷起用他為下荊南參議；流寇出沒，他不停防備阻遏，多作招撫，又因考績去官。楊嗣昌上疏讓他留任監督七省軍隊，他堅持辭官；改官四川參政。弘光年間，周夢尹上疏救濟張孔教遺族；隆武帝繼位，入朝擔任光祿卿、太僕卿；到永曆帝即位，晉官左副都御史。他清楚錢穀和兵刑，不需依靠門戶，多次獲起用和遭罷官。南明滅亡後在鄉村居住，看到不宜之政，直言不諱。卒年八十五。

## 引用
1. 1 2  錢海岳《南明史·卷五十九·列傳第三十五》：周夢尹，字奠維，上虞人。萬曆四十一年進士。授永興知縣。邑有冤獄，前官莫能讞決，夢尹至，力為湔雪，邑頌神明。後以賀甲巫蠱事，權貴欲陷死者十一人，執不允，罷歸。起南陽推官，遷刑部主事，歷職方郎中，巡視九邊。大司農以兵餉不支，議加南直、浙、閩田賦，力爭之，中忌，出為府江僉事。八排瑤亂，躬歷行問，六月平之。陞嶺東副使。時汀、漳、南、贛流氛肆毒，踞九連山，為心腹虞。督撫檄湖廣、江西、惠、潮主客兵十萬討之。有土寇陰為窟宅作導，夢尹先計密禽之，而連山劇寇以次平定，遂會撫按於九連山，建連平州鎮平縣展地五百里。以功擢參政，忽以大計鐫級。母年八十，方乞養，聞命恰然。
2. ↑  錢海岳《南明史·卷五十九·列傳第三十五》：崇禎十一年，起下荊南參議。流寇出役，日夜防堵，多所招撫，又以計去。楊嗣昌疏留監七省軍，堅辭；改四川參政。弘光時，疏為張孔教請卹。紹宗立，入為光祿卿、太僕卿。昭宗即位，晉左副都御史。夢尹於錢穀兵刑，如指之掌，不倚門戶，屢起屢仆。國亡鄉居，政有不便者，直言無隱。卒年八十五。